# Metius
Adriaan Adriaanszoon, noto come Metius (Alkmaar, 9 dicembre 1571 – Franeker, 6 settembre 1635), è stato un matematico olandese.
Nel 1585, suo padre espresse un'approssimazione di pi greco tramite il numero frazionario 355/113=3,14159292.... Metius pubblicò la scoperta, ed il numero 355/113 è ancora noto, tra gli altri nomi, come "numero di Metius".